# Wanderspornzikade
Die Wanderspornzikade (Laodelphax striatellus) ist eine Spitzkopfzikade aus der Familie der Spornzikaden (Delphacidae). Die Art wurde von dem schwedischen Entomologen Carl Fredrik Fallén 1826 als Delphax striatella erstbeschrieben. Eine nicht mehr gültige Schreibweise ist Laodelphax striatella. Laodelphax striatellus ist die Typusart der Gattung Laodelphax.

## Merkmale
Die Wanderspornzikaden sind zwischen 4,4 und 4,8 mm lang. Es gibt makroptere (langflügelige) und brachyptere (kurzflügelige) Individuen. Die Zikaden sind weißlich, hell- und dunkelbraun gemustert. Über die Frons verlaufen zwei dunkle Längsstreifen. Der Hinterleib ist dunkelbraun gefärbt mit schmalen hellen Querstreifen. Die Beine sind weißlich. Die Fühler sind seitlich unterhalb der Facettenaugen eingelenkt. Die transparenten Flügel weisen gewöhnlich am Hinterrand einen schmalen dunklen Randfleck auf.

## Verbreitung
Laodelphax striatellus besitzt eine paläarktische Verbreitung. In Europa ist die Art weit verbreitet und reicht von Fennoskandinavien bis in den Mittelmeerraum. Im Osten reicht das Vorkommen bis in den Fernen Osten (Korea, China, Japan, Philippinen).

## Lebensweise
Die Wanderzikade findet man in Mitteleuropa in verschiedenen Lebensräumen, darunter in Grasbiotopen sowie auf Feldern und Brachen. Die Zikaden sind polyphag mit einem breiten Spektrum an Nahrungspflanzen aus der Familie der Süßgräser. Zu diesen gehören Quecken, Rotes Straußgras, 
Saat-Hafer, Hundszahngras, die Kulturreispflanzenart Oryza sativa, Weichweizen und Mais. Die langflügeligen Individuen sind in der Lage in großen Höhen weite Strecken zurückzulegen, beispielsweise von China nach Japan. Man beobachtet die adulten Insekten von Ende April bis Anfang Oktober. Laodelphax striatellus ist eine bivoltine Art, die im Nymphenstadium überwintert. In der gemäßigten Klimazone findet die Überwinterung mittels Diapause des dritten oder fünften Nymphenstadiums statt.
Laodelphax striatellus tritt in Ostasien als Agrarschädling auf. Die Zikaden findet man in Reisfeldern, wo sie am Phloem der Reispflanzen saugen. Weiterhin gilt die Art als wichtiger Krankheitsüberträger des pathogenen Pflanzenvirus Rice stripe tenuivirus (RSV). Es werden auch weitere Pflanzenviren wie der Rice black-streaked dwarf virus übertragen.

## Bilder

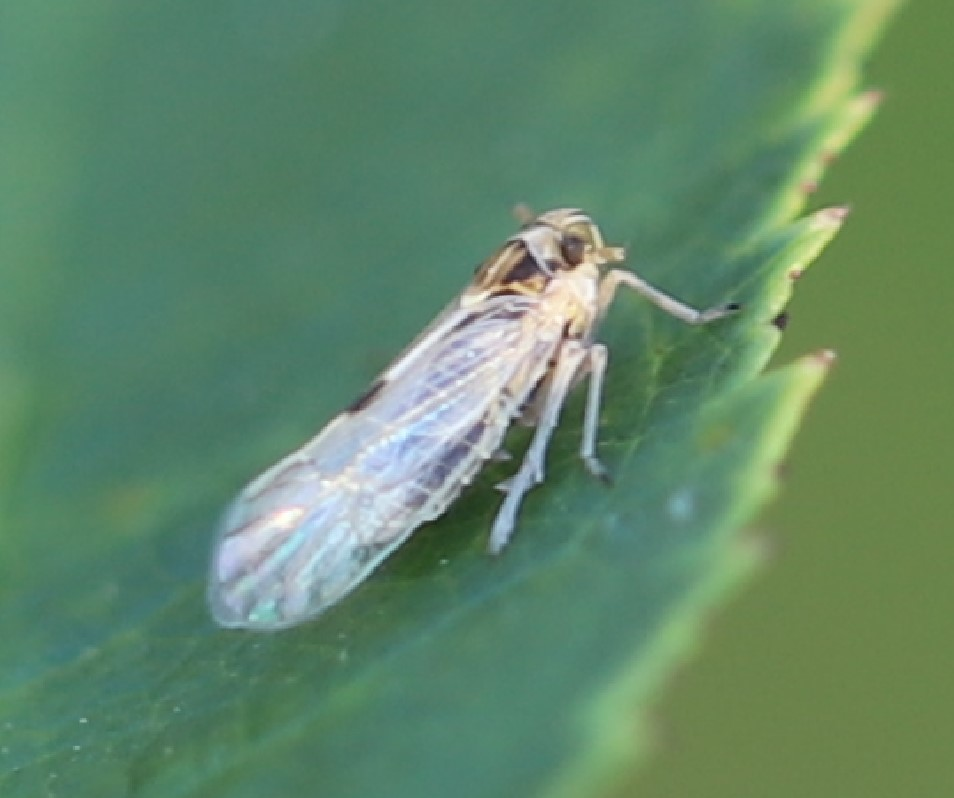
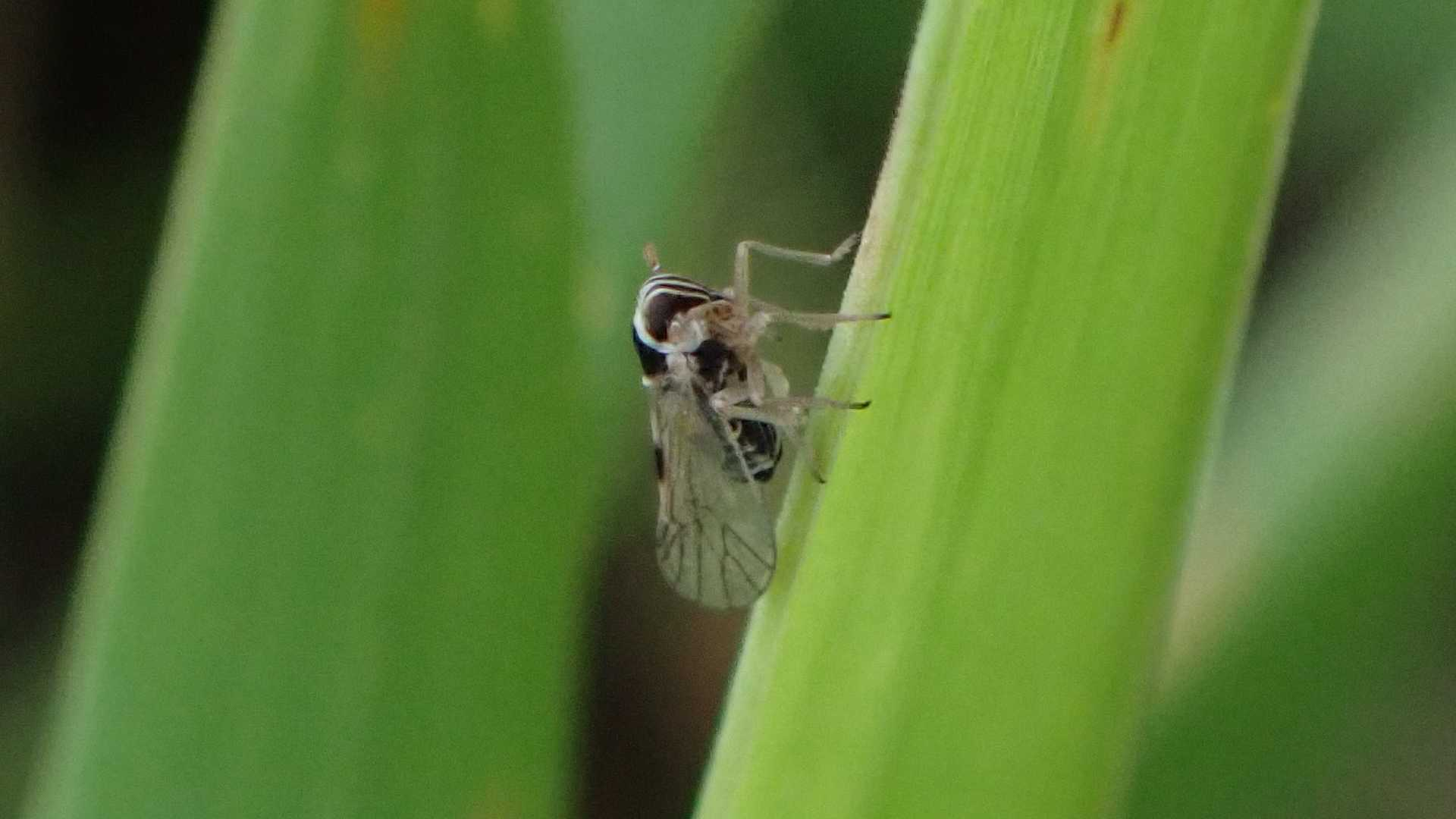
Skizze eines langflügeligen Exemplars
Skizze eines kurzflügeligen Exemplars